# Virginie Rozière
Pour les articles homonymes, voir Rozière.
 (août 2024).
Motif : Mauvaise organisation des sections
Virginie Rozière, née le 18 juin 1976 à Montpellier, est une haute fonctionnaire française, polytechnicienne, ingénieure générale de l’armement. 
Elle est directrice du numérique du Ministère de l’Europe et des Affaires Étrangères, depuis le 28 juillet 2023 .
Elle a été élue députée européenne en 2014 puis conseillère régionale d'Occitanie en 2016. Co-présidente du mouvement Les Radicaux de gauche de 2017 à 2021, scission du Parti radical de gauche, mouvement  qu'elle a co-fondé avec Stéphane Saint-André en 2017.

## Biographie
Virginie Rozière est issue d'une famille d'enseignants chercheurs[réf. nécessaire].
Elle est ceinture noire 3e dan de judo.
Après sa scolarité effectuée à Montpellier, elle intègre l'École polytechnique puis travaille au ministère de la Défense où elle est chargée de la réalisation de l'Espace partenaires du portail de l'armement. 
De 2010 à 2012 elle travaille en tant qu’administratrice auprès du secrétariat de la commission IMCO du Parlement européen. Elle revient en France et devient directrice adjointe de cabinet de Sylvia Pinel au ministère de l'Artisanat, du Commerce et du tourisme,. 
Députée Européenne de 2015 à 2019 elle est rapporteure de la directive européenne pour la protection des lanceurs d’alerte, adoptée en avril 2019.
Depuis le 28 août 2023 elle est Directrice du numérique du Ministère de l'Europe et des affaires étrangères.

## Fonctions dans l’Administration

### Directrice du Numérique du Ministère des Affaires Étrangères depuis juillet 2023
La direction compte environ 400 agents basés à Paris, Nantes et à travers le monde. La direction du numérique est chargée des systèmes d’information (conception, intégration, exploitation), de la sécurité des informations confidentielles, de la continuité des services en toutes circonstances, de l’environnement de travail bureautique et de communication, du développement de services aux utilisateurs partout dans le monde.

### Direction Interministérielle du Numérique 2021-2023
Elle est la responsable du département Performance des Services Numériques d’août 2021 à juillet 2023 au sein de la DINUM.
Ce département de la Direction Interministérielle du Numérique conçoit les plans d’actions interministériels en matière de mutualisation, dématérialisation, pilotage des projets et qualité des services numériques, et soutient leur mise en œuvre.

## Parcours politique

### Co-présidente du parti Les Radicaux de gauche (2017 - 2021)

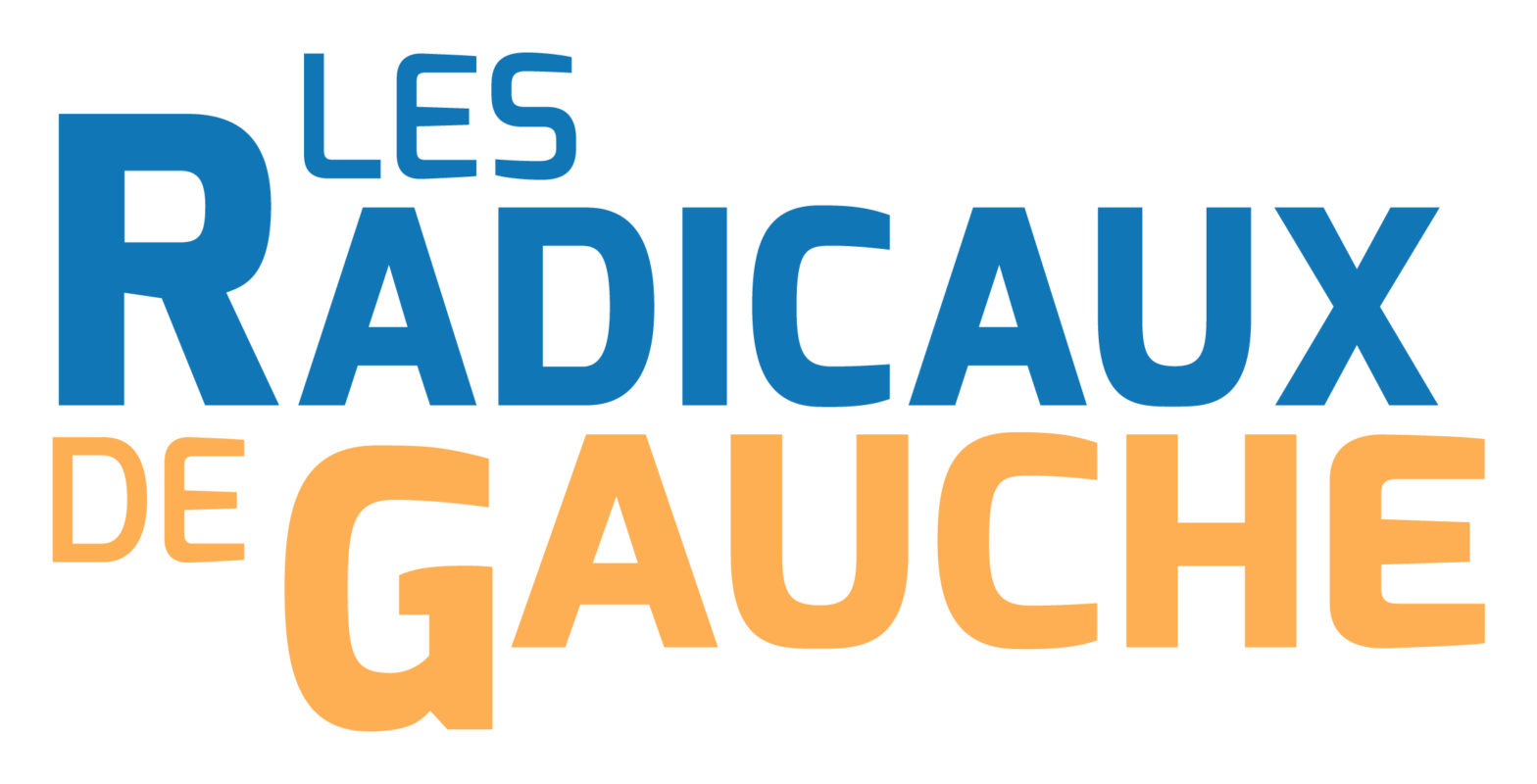
Logo du parti Les Radicaux de gauche.

En décembre 2017, après la réunification du Parti radical et du Parti radical de gauche au sein du Mouvement radical, qu'elle condamne, elle fonde avec Stéphane Saint-André Les Radicaux de gauche. 
En réaction, Sylvia Pinel décide de les démettre de leurs fonctions au sein du PRG et annonce son intention de porter plainte contre l'utilisation de la marque PRG, le 12 février 2021 le jugement du tribunal de Paris, rétablit la propriété de la marque Les Radicaux de gauche au mouvement du même nom co-présidé par Virginie Rozière et Stéphane Saint-André.

### Députée européenne (2015-2019)
Elle est membre de la Commission du marché intérieur et de la protection des consommateurs, de la Commission des pétitions, de la Commission spéciale sur la criminalité financière, la fraude fiscale et l'évasion fiscale et de la Délégation pour les relations avec le Japon.
Virginie Rozière est chargée en mars 2015 de la rédaction d’un rapport sur l’extension de la protection des indications géographiques aux produits non agricoles au Parlement européen.
Virginie Rozière fait partie de la liste des 19 députés européens qui ont fait l'objet d'une enquête classée sans suite pour abus de confiance. Elle dénonce une « manœuvre grossière » orchestrée par une dénonciation du Front national en réaction à la mise en accusation de Marine Le Pen dans l’affaire des assistants parlementaires 
En novembre 2018, elle fait adopter un rapport pour la protection des lanceurs d'alerte,.
Début 2019, elle soutient l'adoption d'un amendement au Parlement obligeant les plateformes recueillant des avis sur internet à présenter aux internautes les modes de notation et de vérification des avis, afin d'éviter les faux avis,.
Soutien de la directive européenne instituant des droits voisins pour la presse et les éditeurs,, elle critique l'attitude de Google et YouTube sur le sujet, qui y sont opposés. Elle dénonce alors « une grande campagne de désinformation sur les droits d'auteur » de leur part. La directive pour la protection des droits d’auteurs et droits voisins est adoptée le 15 avril 2019 .
En avril 2019, la Directive pour la protection des lanceurs d'alerte, pour laquelle Virginie Rozière était rapporteure pour le Parlement européen, est adoptée.

### Élections européennes 2014
À la suite d'un accord électoral conclu fin 2013 entre le Parti socialiste (PS) et le Parti radical de gauche (PRG), elle est investie comme tête de liste dans la circonscription Sud-Ouest lors des élections européennes et elle est élue députée européenne avec 15,73 % des suffrages.

### Élections régionales 2015
Le 13 décembre 2015, elle est élue conseillère régionale sur la liste de Carole Delga en région Languedoc-Roussillon-Midi-Pyrénées.
Vice-présidente de la Région chargée de l'économie touristique et présidente du comité régional du tourisme (CRT), elle fait partie des destinataires d'une lettre ouverte parue en août 2019 sur le blog éditorial de la rédaction de Mediapart. Cette « Lettre à Carole Delga : votre paradis touristique contribue à l'enfer climatique », est notamment signée par des élus d'Occitanie et des scientifiques dont des ingénieurs de Météo-France. Ils y dénoncent les nuisances écologiques de la politique touristique de la région Occitanie et en particulier de la politique des Grands sites Occitanie. Ils mettent en cause le discours officiel de la Région autour du « slow tourisme » qui est, selon eux, incompatible avec le travail de promotion mené par Virignie Rozière à travers le CRT, organisme qu'elle préside,,,,.
En juin 2020, elle a été remplacée à la direction du CRT par la présidente du conseil régional Carole Delga, qui a déclaré « regretter l'attitude de défiance de Virginie Rozière à l'encontre de l'institution régionale, oubliant même de représenter le CRT au sein de la collectivité », a évoqué « un manque de coopération » avec les partenaires du CRT et un « dysfonctionnement préjudiciable à l’efficience de nos actions en faveur de l'économie touristique », Mme Rozière ayant mis à pied le directeur général du CRT sans attendre les conclusions d'une enquête mettant en cause ce dernier.

### Élections municipales 2020
À l'occasion des élections municipales de 2020 à Montpellier, elle et son mouvement s'engagent d'abord derrière l'entrepreneur milliardaire Mohed Altrad, avant de quitter la liste en décembre 2019 en dénonçant une trop grande proximité avec LREM. Elle rejoint avec LRDG la liste de la candidate EÉLV Clothilde Ollier, maintenant leur présence sur la liste après que le parti écologiste ait retiré l'investiture à sa candidate. Au soir du premier tour, la liste obtient 7,25 % et constitue un rassemblement avec deux autres listes citoyennes placées sous les 10 % (celle de Rémi Gaillard et la liste « NousSommes »). Leur alliance représente plus de 25 % des voix du premier tour. Après plusieurs semaines, les trois listes annoncent leur fusion avec la liste de Mohed Altrad, qui a obtenu 13 % et peut se maintenir, obtenant un potentiel arithmétique de plus de 40 %. Virginie Rozière reste présente sur la liste de fusion, mais le soir du second tour l'alliance n'obtient que 18,12 %, terminant troisième et dernière, avec 6 élus. Madame Rozière, en 20e place, n'est pas élue.

### Élections départementales 2021
Aux élections départementales de 2021, elle se présente comme candidate titulaire sous l'étiquette « Montpellier en Commun » (Rassemblement des progressistes, républicains et écologistes) sur le canton de Montpellier-3, avec comme co-titulaire Serge Martin (DIV), ancien secrétaire de section du Parti socialiste ayant rejoint Mohed Altrad aux municipales de 2020 à Montpellier sur une ligne de défense de la sécurité de proximité. Leurs suppléants sont Mélanie Raphaël Béthune, élue en 2018 secrétaire générale de la fédération LRDG de Paris et Henri Fiori, référent de la Gauche républicaine et socialiste dans l'Hérault. Le binôme recueille 6,73 % des suffrages, soit un score insuffisant pour accéder au second tour.

## Ouvrage
- En finir avec les eurocyniques, Paris, L'Harmattan, 2019  (ISBN 978-2-3431-7650-5).